# Скорострельный арбалет
Скорострельный арбалет (итал. Balestra veloce) – проект арбалета с быстрым рычажным натяжным механизмом, встроенным в румпель оружия. Разработан Леонардо да Винчи около 1485 года и изображен в Атлантическом кодексе. 

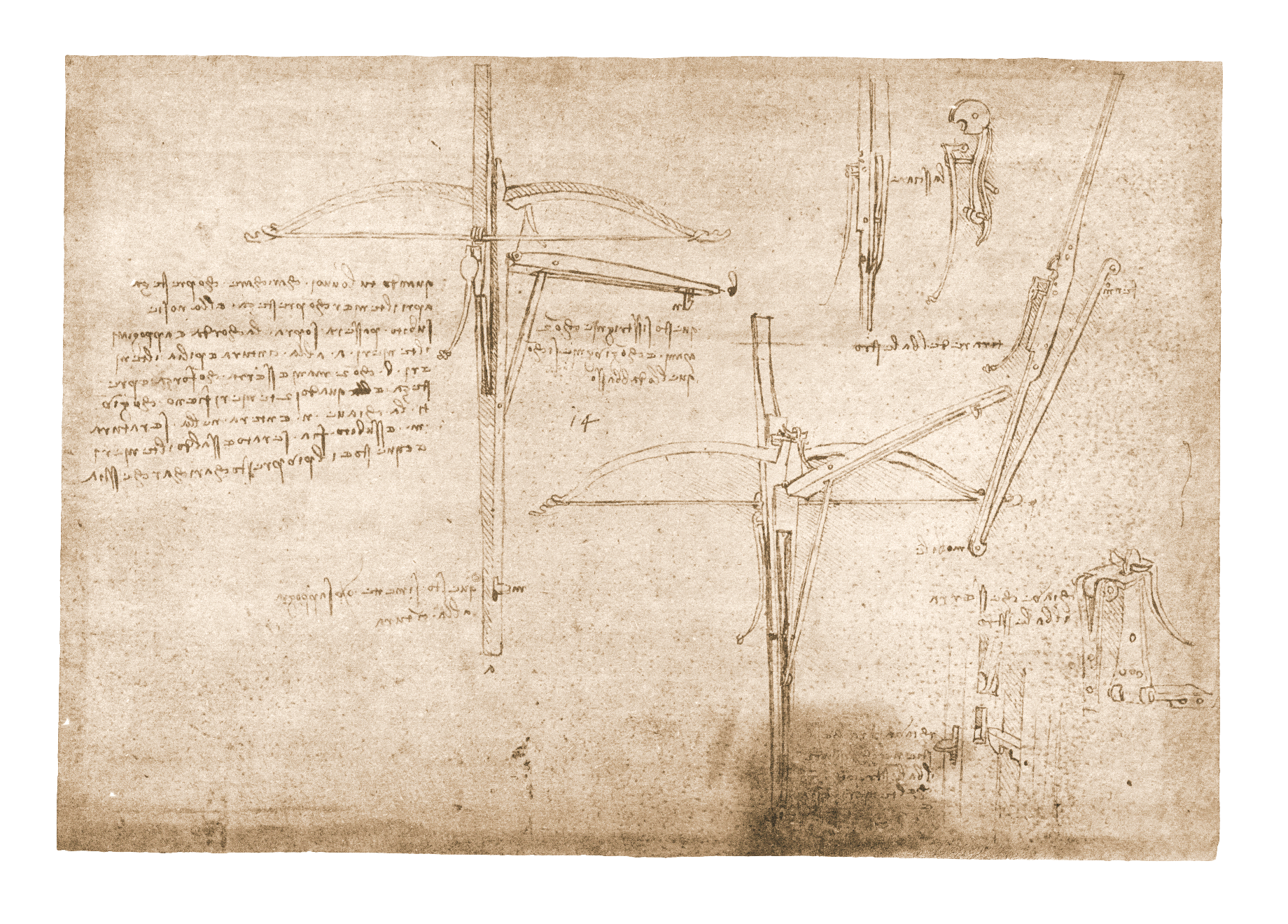
Рисунок арбалета в Атлантическом кодексе.

## Описание

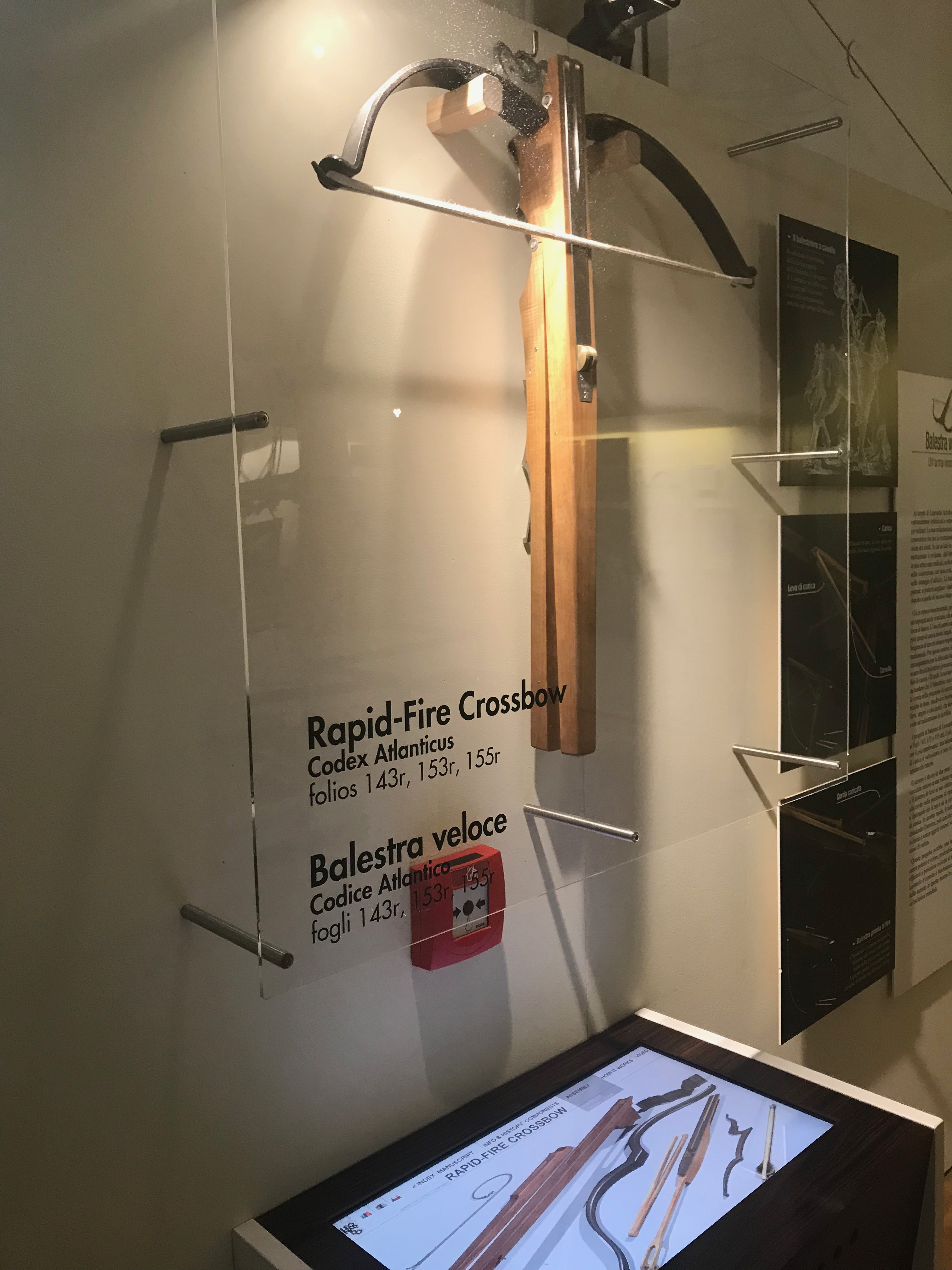
Скорострельный арбалет Леонардо да Винчи в музее «Мир Леонардо» в Милане.

Руль скорострельного арбалета был разделен на две сложенные друг на друга деревянные детали, скрепленные спереди шарниром и закрепленные сзади подпружиненной защелкой. Пара соединенных между собой складных рычагов прикрепляет нижнюю половину румпеля к скользящей планке, расположенной на верхней половине румпеля между двумя металлическими штырями. Между тем, нижняя половина румпеля содержала спусковой крючок.  Нажав переключатель сбоку румпеля, чтобы освободить защелку, пользователь может сложить нижнюю половину румпеля вниз. В то же время взаимосвязанные рычаги толкают скользящую планку вперед до тех пор, пока кулиска не зацепится за роликовую гайку, которая надежно удерживается натяжением пружины шептала. Когда нижняя половина румпеля возвращается на место, защелка снова скрепляет верхнюю и нижнюю половины румпеля, чтобы сжать пружину шептала и позволить накатной гайке отпустить шнурок, чтобы привести болт в движение.